# غلستان (محافظة)

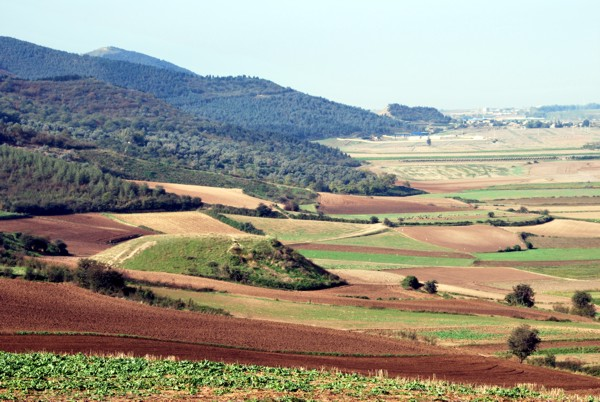
محافظة غُلستان

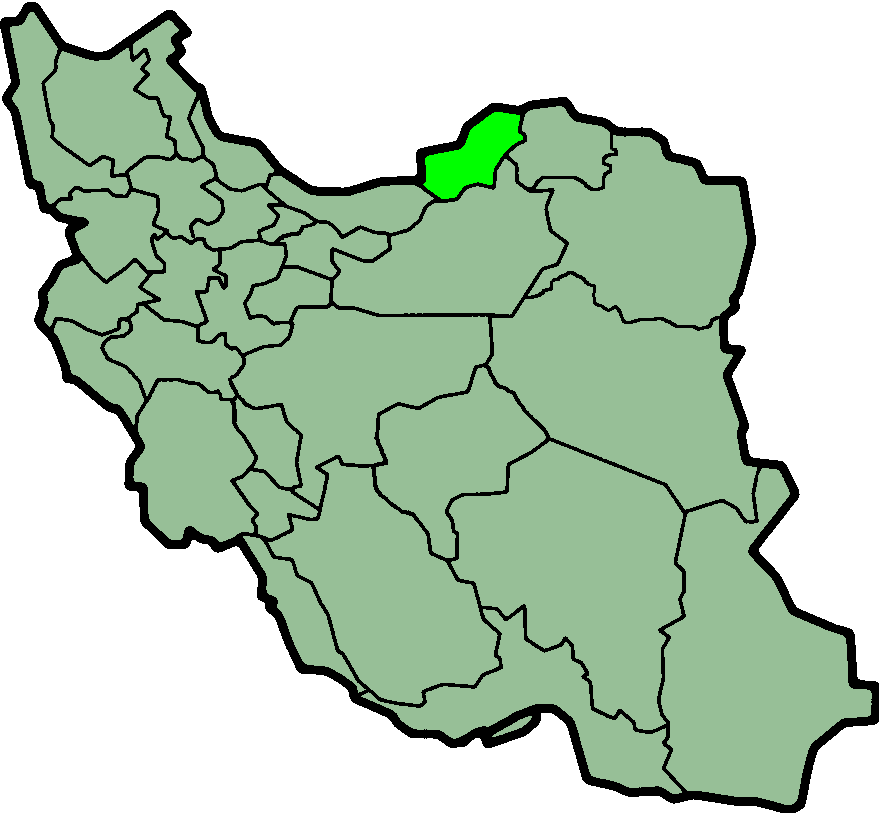

 محافظة غُلستان  (بالفارسية: استان گلستان)هي إحدى محافظات إيران الواحد والثلاثين، تقع في شمال شرقي البلاد، إلى الجنوب من بحر قزوين. عاصمتها مدينة جرجان (بالفارسية: گرگان).
يتحدث سكان المحافظة باللغة المازندرانية وتركمانية والفارسیة.
تم فصل غلستان عن محافظة مازندران في عام 1997. ويبلغ عدد سكانها 1.8 مليون نسمة (2016) وتبلغ مساحتها 20380 كيلومتر مربع. المحافظة مقسمة إلى المقاطعات الإثني عشر التالية (شهرستان): علي أباد كتول، بندر غز، غاليكش، کلاله، مراوة تبة، مينودشت، أزادشهر، أق قلا، جرجان، قنبد قابوس، بندر تركمان، قميشان، راميان، كردكوي.

## التقسيمات الإدارية
تضم هذه المقاطعة 14 مدينة تسمى أزادشهر وأق قلا وجورجان وقنبد قابوس وبندر تركمان وقميشان وراميان وكردكوي وبندر غز وعلي أباد كتول وغاليكش وكلالة ومراوة تبة ومينودشت ولديها 29 مدينة و 27 مقاطعة و 60 قرية.

## الدين
حوالي 60٪ من سكان محافظة غلستان هم من الشيعة وحوالي 40٪ من السنة. السنة: تتكون كل المجموعات التركمانية والسيستانية وأذرية. يعتبر المسيحيون والصوفيون من قبيلة غنابادي من بين الأقليات الدينية الصغيرة في المحافظة.